# アスファルトミロス
アスファルトミロスとは、ジュラ紀中期から後期にかけて、現在の南米大陸に生息していた哺乳類である。現在のカモノハシなどの祖先にあたる。

## 概要
トリボスフェニック型臼歯（切り裂く機能、磨り潰す機能を持った臼歯。高等哺乳類の臼歯は、このトリボスフェニック型臼歯がもとになっている）を持っていることが特徴であるが、トリボスフェニック類は北半球で誕生したと考えられているため、「南半球形トリボスフェニック類」（トリボスフェニック類とは別に、南半球で誕生した哺乳類。カモノハシやハリモグラなどの単孔類の祖先だと考えられている）の1種だと考えられている。